# Merewalh
Merewalh, conosciuto anche come Merwal e Merewald (VII Sec. – 675), è stato un re del Magonsete (al tempo probabilmente ancora chiamato Westerna), un sub-regno del regno anglosassone di Mercia che si pensa fosse situato nel territorio delle odierne contee dell'Herefordshire e del Shropshire, vissuto nel settimo secolo.

## Biografia
Si ritiene che Merewalh sia nato nella prima metà del settimo secolo e che sia salito al trono verso il 650 mentre sul reame di Mercia regnava Penda che, stando alla Cronaca anglosassone, era suo padre.
Nella versione tradotta da James Henry Ingram si può infatti leggere:
A.D. 656.  This year was Peada slain; and Wulfhere, son of Penda, succeeded to the kingdom of the Mercians.  In his time waxed the abbey of Medhamsted very rich, which his brother had begun.  The king loved it much, for the love of his brother Peada, and for the love of his wed-brother Oswy, and for the love of Saxulf the abbot.  He said, therefore, that he would dignify and honour it by the counsel of his brothers, Ethelred and Merwal; and by the counsel of his sisters, Kyneburga and Kyneswitha; and by the counsel of the archbishop, who was called Deus-dedit; and by the counsel of all his peers, learned and lewd, that in his kingdom were.
Il nome Merewalh significa letteralmente "Famoso straniero" (in inglese:Famous Foreigner) o "Illustre gallese" (in inglese:Celebrated Welshman), stando forse ad indicare una sua (e quindi forse anche della dinastia di Penda) origine celtica. Dubbi sulla sua origine sono anche dovuti al fatto che Merewalh nasce pagano. Se egli fosse provenuto dalla Mercia (o dal sub-regno di Hwicce), infatti, avrebbe dovuto molto probabilmente già essere cristiano. Considerando sia quest'ultimo fatto, sebbene esso non sia una certezza, sia il fatto che la Cronaca anglosassone risale al decimo secolo, quindi a più di 300 anni dopo, sono state avanzate ipotesi che vedono Merewalh originario del Wessex, la cui maggior parte della popolazione era, al tempo, ancora costituita da pagani. Tali ipotesi sono comunque contrastate dal fatto che nel testamento di Santa Mildburga, una delle figlie di Merewalh, essa si riferisce ad un altro figlio di re Penda chiamandolo "zio", e ciò farebbe di nuovo propendere per un'origine merciana di Merewalh.
All'incirca nel 660 Merewalh fu convertito al cristianesimo da Sant'Eadfrido e fondò quindi un monastero a Leominster, probabilmente nello stesso sito che oggi ospita la prioria di Leominster, che risale al dodicesimo secolo.
Merewalh sposò Santa Ermenburga, conosciuta anche come Domne Eafe, dalla quale, come illustrato più avanti, ebbe diversi figli.
Si ritiene che la sua data di morte sia compresa tra il 670 e il 685. Sempre dal testamento di Santa Mildburga si sa che dopo di lui salì sul trono del Magonsete suo figlio Merchelm (che Fiorenzo di Worcester indica però, nelle sue cronache, come fratello di Merewalh), avuto (così come un altro figlio, Mildfrith) da una moglie pagana.

## Kentish royal legend
Stando alla Kentish Royal Legend (letteralmente: Leggenda reale del Kent), una raccolta di testi medievali databili all'undicesimo secolo che descrive diversi membri della famiglia reale del Kent del settimo e dell'ottavo secolo, Merewalh era figlio del re di Mercia, Penda. La progenie che egli ebbe dal suo matrimonio con una principessa del Kent poi divenuta santa, Domne Eafe, conta ben tre sante: Santa Mildburga, Santa Mildred e Santa Mildgita.
La coppia ebbe anche un figlio maschio, Merefin, descritto nella leggenda come "il sacro fanciullo" (in inglese antico: þæt halige cild), che però morì ancora bambino (Þonne wæs Sancte merefin þæt halige cild on iogoðhade to gode gelæd), Fiorenzo di Worcester lo descrisse come "un giovane di eminente pietà".